# 海門橋
海門橋（かいもんはし）は、一級河川那珂川の河口付近を渡河し、茨城県ひたちなか市海門町と同県東茨城郡大洗町磯浜町とを結ぶ道路橋。

## 概要
橋長407.8 m、幅員7.5+2.0 m、鋼単純下路ランガー、鋼単純合成鈑桁の道路橋。史上3回落橋しており、現在の橋は5代目にあたる。
4代目の流出以来、約20年間は再建されず手漕渡船により連絡しており、自動車は1.6 km上流の湊大橋へ迂回していた。1952年の道路整備特別措置法制定により、茨城県が有料道路の建設を計画、1956年に発足した日本道路公団が継承し、茨城県那珂湊市（現・ひたちなか市）と茨城県東茨城郡大洗町を結ぶ有料道路として、1957年9月14日に着工、1959年6月30日に竣工し、同年7月21日より供用開始した。
償還期間は30年間の予定であったが、生活道路としての性格が強かったため、1979年（昭和54年）3月1日に茨城県と那珂湊市と大洗町が未償還金を負担し、茨城県道108号那珂湊大洗線の道路橋として無料化した。また両市町間を結ぶ観光道路としても重要である。
この地域で盛んであった遠洋漁業の漁船が橋の下を通過できるように中央径間を90 m、桁下を15 mとっている。橋脚は12基ある。

## 歴史

### 渡船から架橋へ（-1894）

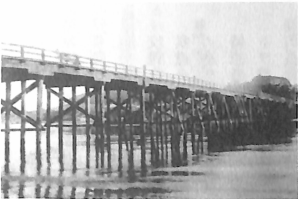
初代海門橋

那珂川河口では、少なくとも近世には湊村辰ノ口と磯浜村祝町（海門橋とほぼ同じ位置）の間を結ぶ渡し舟が「辰ノ口渡船」ないしは「祝町渡船」の名で磯浜村の願入寺によって営まれ、弘化年間（1844年 - 1847年）からは水戸藩の運営（郡奉行所）に移行した。当時の渡船について『那珂港名所図画』は「実ニ東海道六郷ノ渡ニ劣ラスト云」と記しており、慶応元年（1865年）の記録によれば無賃の乗船客が15,886人、有賃の乗船客が220,092人であり、荷物を運ぶウマも渡っていた。なお船賃は天保年間（1830年 - 1844年）には5 - 6文、慶応年間（1865年 - 1868年）には10文であった。渡船を待つ人のための茶屋も開かれ、周辺は賑わった。明治維新により藩営が終了すると湊村と祝町の共同運航という形になり、実際には湊村で入札を行って請負人を決定した。
1887年（明治20年）頃になると湊村の有志が那珂川河口に架橋を目指して架橋組合を結成するに至り、1893年（明治26年）には湊町（湊村が町制施行）へ架橋を請願した。これを受けて1894年（明治27年）12月に橋の建設工事に着手し、初代海門橋の開通式が1895年（明治28年）11月9日に行われた。初代海門橋は木造の賃取り橋（有料の橋）で、長さは120間（≒218.2 m）、幅は2間（≒3.6 m）であった。また船が通行できるように開閉が可能であった。なお「海門橋」の命名者は不明である。

### 初代の落橋と2代目・3代目への継承（1896-1926）

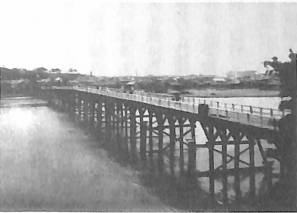
2代目海門橋

初代の海門橋は開通した翌1896年（明治29年）9月に洪水で流失した。そこで2代目海門橋が1898年（明治31年）3月に再び賃取り橋（木橋）として架け替えられ開通した。この橋の開通により那珂湊と磯浜・鉾田・鹿島方面を往来することが容易になり、湊町から海門橋を使って磯浜経由で水戸市に至る乗合馬車を営む者が現れた。
1910年（明治43年）8月の洪水では一部損傷を受けるが持ちこたえ、1913年（大正2年）に海門橋組合から茨城県に移管し、無料通行となった。1917年（大正6年）10月1日の洪水で橋は再び大きな被害を受けたことを受け、茨城県は2代目より上流側に3代目の橋の建設に着手することにし、1918年（大正7年）3月に起工、同年12月22日に3代目海門橋の開通式を挙行した。翌1919年（大正8年）秋に水戸・湊・大洗を旅行に訪れた与謝野晶子は海門橋で短歌を2首詠んでいる（『太陽と薔薇』所収）。また田山花袋も海門橋に言及している。
| 「 | 那珂川の 海に入るなる いやはての 海門橋の 白き夕ぐれ | 」 |

| 「 | 大海の 波もとどろと 来て鳴らす 海門橋の 柱ばしらかな | 」 |

### 3代目の落橋事故と4代目の建設（1926-1938）
1926年（大正15年）9月26日15時30分頃、数日前に発生した漁船の衝突事故と海虫による腐食が原因と見られる落橋事故を起こし、通行中の女性3人と荷馬車1台が犠牲になった。損傷箇所は陸軍水戸工兵隊により修復された。補修費は19万円であった。

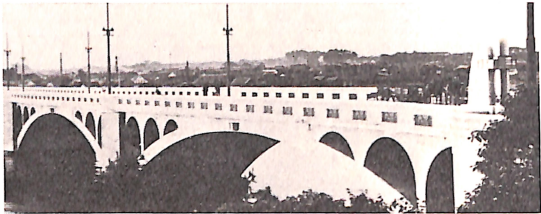
4代目海門橋

補修を終えた3代目の海門橋は漁船が衝突すれば橋脚が折れ、橋上を自動車が通れば橋板が抜けるという有様であったため、1927年（昭和2年）度に新橋建設を茨城県議会で決議し、1928年（昭和3年）12月に起工式を行った。1930年（昭和5年）11月19日に祝町で開通式を挙行し、永久橋化を企図した4径間コンクリートアーチ橋として4代目海門橋が完成し、鉄道道路併用橋として水浜電車（のちの茨城交通水浜線）の路面電車運行も開始された。長さは196.5 m、幅は10 mで総工費は37万5千円を要し、完成した橋を見た人々は「虹の架け橋」と呼んで絶賛した。しかし、架橋時点ですでに傾いていることが工事関係者の間で知られており、直木賞受賞作家の小山いと子は、4代目海門橋の建設工事に際して基礎歪みが生じたことを題材に小説「海門橋」を執筆している。1931年（昭和6年）3月には1週間水浜電車を運休させて橋面の亀裂補修を行い、4月には5万円をかけて橋の沈下防止工事を施したが、橋が維持されたのは「奇跡」だったと『那珂湊市史』は記している。1931年（昭和6年）8月に湊尋常高等小学校（現・ひたちなか市立那珂湊第一小学校）の女子児童が行った交通量調査によると、海門橋の通行者数は1日7,940人（水浜電車・バスなどの乗客を含む）で、水浜電車は91台通過したという。

### 4代目の落橋と再建への長い道のり（1938-1957）
1938年（昭和13年）6月30日午前零時頃、警鐘が鳴る中、4代目海門橋は大きな音を立てて落橋した。設計時の地質調査に問題があり、3基ある橋脚のうち那珂湊側の2基は深いケーソン基礎であるのに対して、大洗側の橋脚は浅い位置の中間砂層を支持地盤とした松杭基礎とされた。このため洪水時に大洗側の橋脚が転倒し、引きずられる形で全体が連続的に倒壊したものである。完成直後から橋脚に歪みを生じていたことは当時の写真から明らかになっており、日本の土木技術史上、大きな教訓を残した。洪水による落橋とされるものの、落橋時の増水は2 m程度であり、那珂川上流に架かる水府橋や千歳橋では8 mの増水でも微動だにしなかったと、『茨城政経時報』の記事「洪水余話 恨みは深し海門橋」に記されている。落橋後、那珂湊町と磯浜町はそれぞれ別個に渡船を運航するようになり、1943年（昭和18年）から1945年（昭和20年）までは那珂湊町営となった。
落橋の残骸が漁船の通航を妨げるとして、7月1日から1週間をかけて水戸工兵隊が爆破を行った。その後、茨城県は吊り橋として再建することを提案するも那珂湊町と磯浜町はオート三輪が通れる幅しかなかったことから反対し、1940年（昭和15年）3月頃に旧橋脚を利用して仮橋を架けることに決まり実際に工事が始まったものの、1941年（昭和16年）7月の洪水で流失した。海門橋の消失は交通条件の悪化という実利的側面だけでなく、地域のシンボルの喪失という精神的側面からも大きな課題であったが、再建されることなく終戦を迎えることになった。
戦後の渡船は、偶数年は那珂湊町（後に那珂湊市）、奇数年は磯浜町（後に大洗町）が運航するように変化した。1948年（昭和23年）2月、那珂湊・磯浜・平磯・下大野の首長が連名で海門橋建設の陳情書を茨城県議会議長あてに提出し、1950年（昭和25年）8月には那珂湊町長が単独で茨城県知事に陳情を行った。1955年（昭和30年）には海門橋架橋を公約に掲げた宮原庄助が市長選を制し、関係各所への陳情を繰り返した。しかし1952年（昭和27年）8月2日に竣工した湊大橋の建設陳情時に「湊大橋1本あれば充分」としたために建設省でその点を追及され、建設への道はなかなか開けなかった。それでも宮原市長は大高康・武藤常介両国会議員へ協力を依頼し、建設予定の東海原子力発電所による交通事情の変化を見越した橋の必要性を訴え、大洗町側でも陳情を繰り返したことから、1955年（昭和30年）10月23日の茨城県議会で有料橋としての建設が認可された。

### 5代目の建設、開通（1957-）

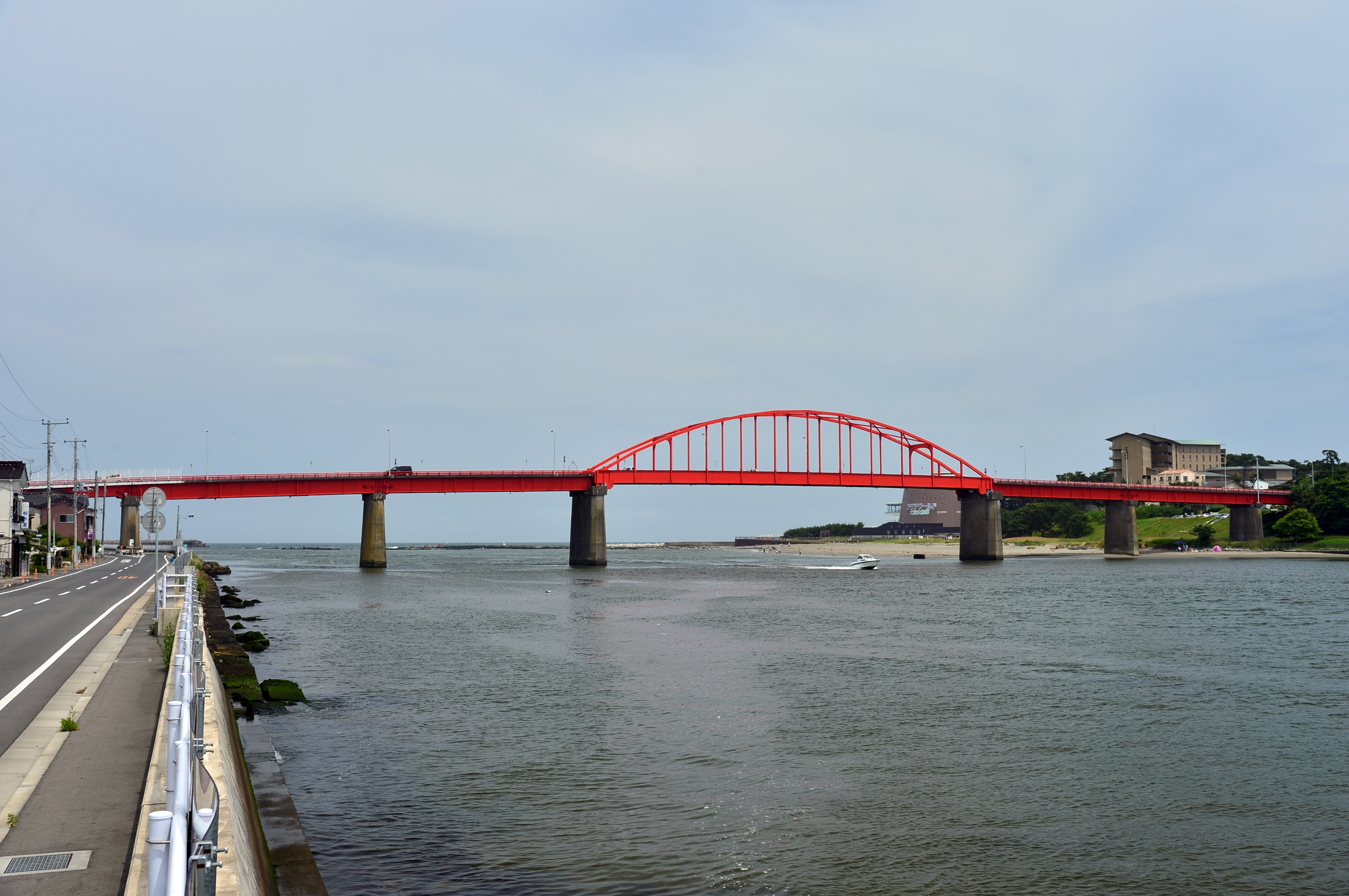
那珂川の上流側から見た海門橋（2016年6月）

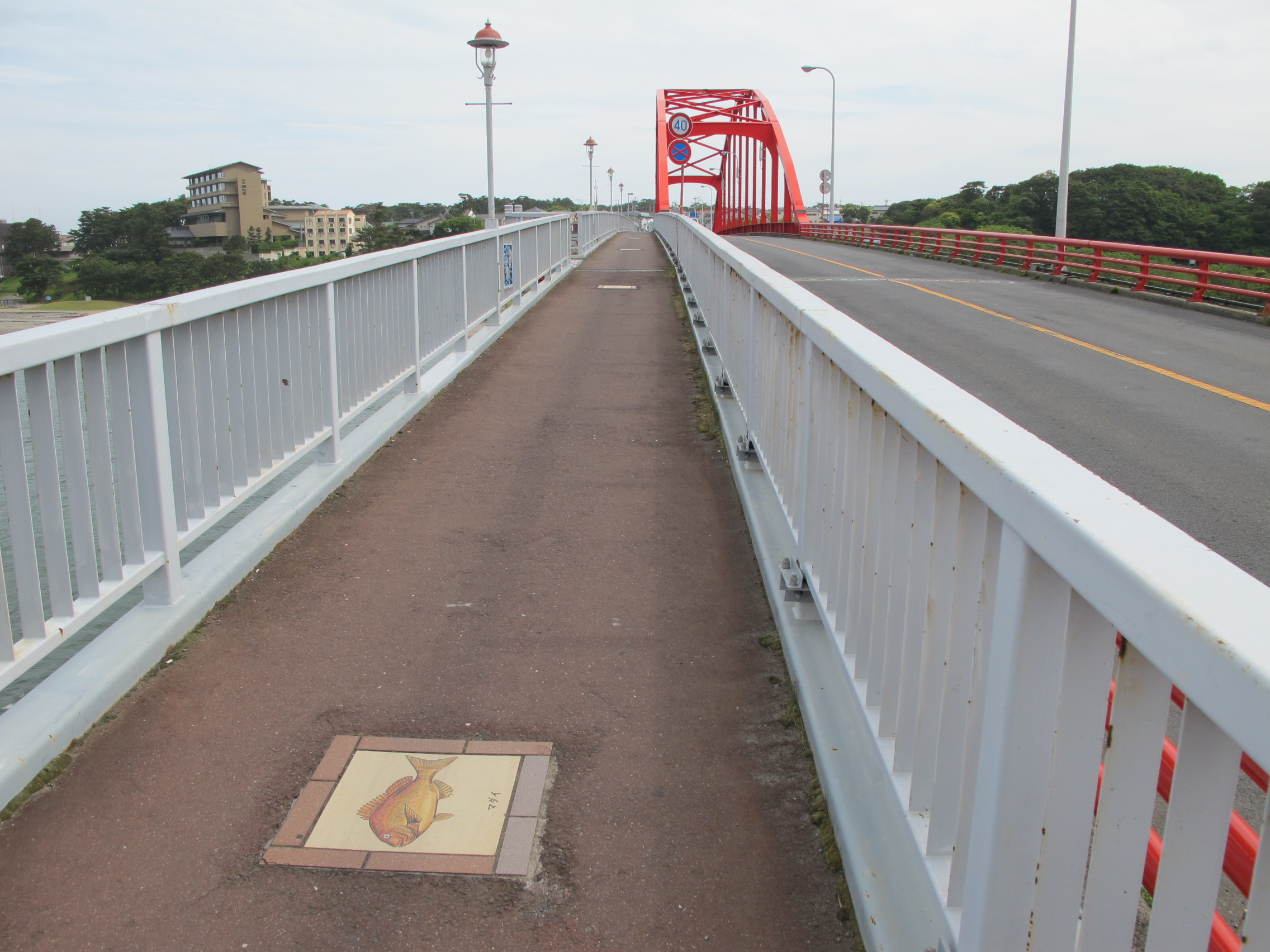
海門橋の歩道。港町らしく魚を描いたタイルが埋め込まれている。

1957年（昭和32年）3月27日、那珂湊市辰ノ口で起工式を行い、5代目の橋の建設に取り掛かり、7月からは日本道路公団が工事を担当するようになった。地盤が悪く、橋脚が岩盤に達することが困難なため、ケーソン工法を採用し、下部工事だけで1年3か月を要した。上部工事は1958年（昭和33年）2月に始まり、1959年（昭和34年）4月に完了した。これと並行して取り付け道路の建設が行われ、1959年（昭和34年）6月30日に全面舗装が完了した。総事業費は3億3500万円、作業員は延70,087人で、工事中に3人の作業員が命を落としている。
こうして4代目の流失から21年かかって5代目海門橋が完成し、1959年（昭和34年）7月20日に茨城県立那珂湊水産高等学校（現・茨城県立海洋高等学校）で1,200人が出席する盛大な開通式が挙行された。那珂湊市民による祝賀行事は4日間続き、祭りの屋台を曳き出す町もあった。開通時は有料であった。橋の開通と同時に、那珂湊市と大洗町が隔年交代で運航してきた渡船が姿を消した。
1959年（昭和34年）の5代目海門橋開通時点でまだ水浜線は存続していたが大洗が終点になっており、5代目の橋は道路専用橋として建設されて再びこの橋を電車が渡ることはなかった。4代目橋は5代目海門橋の下流側の位置に架かっており、大洗側の川岸には基礎の一部がわずかに残っている。
1980年（昭和55年）3月に日本道路公団から茨城県に移管し、無料開放された。1980年代の海門橋の通行台数は1日約5,000台で、うち4割を貨物自動車が占めていた。